# Закон відносної незалежності адаптації
Закон відносної незалежності  адаптації — закон, згідно з яким ступінь витривалості до якого-небудь фактору середовища не означає відповідної екологічної валентності виду по відношенню до решти чинників. Наприклад, види, що переносять значні зміни температури, зовсім не обов'язково повинні також бути пристосованими до широких коливань вологості або сольового режиму; евритермні види можуть бути стеногалінними, стенобатними, або навпаки.